# Goldorak (bande dessinée)

Goldorak est une bande dessinée scénarisée par Xavier Dorison et Denis Bajram, dessinée par Denis Bajram, Brice Cossu et Alexis Sentenac et coloriée par Yoann Guillo, tirée de l’œuvre de Gō Nagai et parue en 2021 chez l'éditeur Kana. Elle fait partie de la collection Kana Classics.

## Fiche technique
- Scénariste : Xavier Dorison et Denis Bajram
- Dessinateur : Denis Bajram, Brice Cossu et Alexis Sentenac
- Couleur : Yoann Guillo
- Année de publication : 2021
- Genre :  Science-fiction
- Éditeur : Kana
- Format : 210 × 298 cm
- Nombre de planches : 168 pages – couleurs (dont 32 pages de dossier expliquant la création de l'album)
- (ISBN 978-2-505-07846-3)

## Synopsis
La bande dessinée reprend l'univers de la série animée culte Goldorak. Après la défaite des forces de Véga, Actarus et sa sœur Phénicia sont retournés sur leur planète natale, Euphor, tandis qu'Alcor et Vénusia tentent de mener une existence paisible sur Terre. Cependant, une nouvelle menace émerge des confins de l'espace : l'Hydragon, le plus puissant des Golgoths de la Division Ruine, attaque la Terre et défait aisément les armées terriennes. Les derniers représentants de Véga lancent alors un ultimatum stupéfiant : les habitants du Japon ont sept jours pour évacuer l'archipel, faute de quoi ils seront anéantis. Face à cette situation désespérée, le seul espoir réside dans le retour de Goldorak,.

## Critiques
L'album est plutôt très bien accueilli par le public et la presse.
« Épilogue, d’un anime culte initié il y a plus de quatre décennies, mais pouvant parfaitement se suffire à lui-même, Goldorak devrait réussir à satisfaire les gardiens du temple, à réjouir les convertis de la première heure et à attirer à lui un nouveau public. Du grand art ! » (S. Salin, BD Gest).

## Galerie

Les auteurs au Festival d'Angoulême 2022
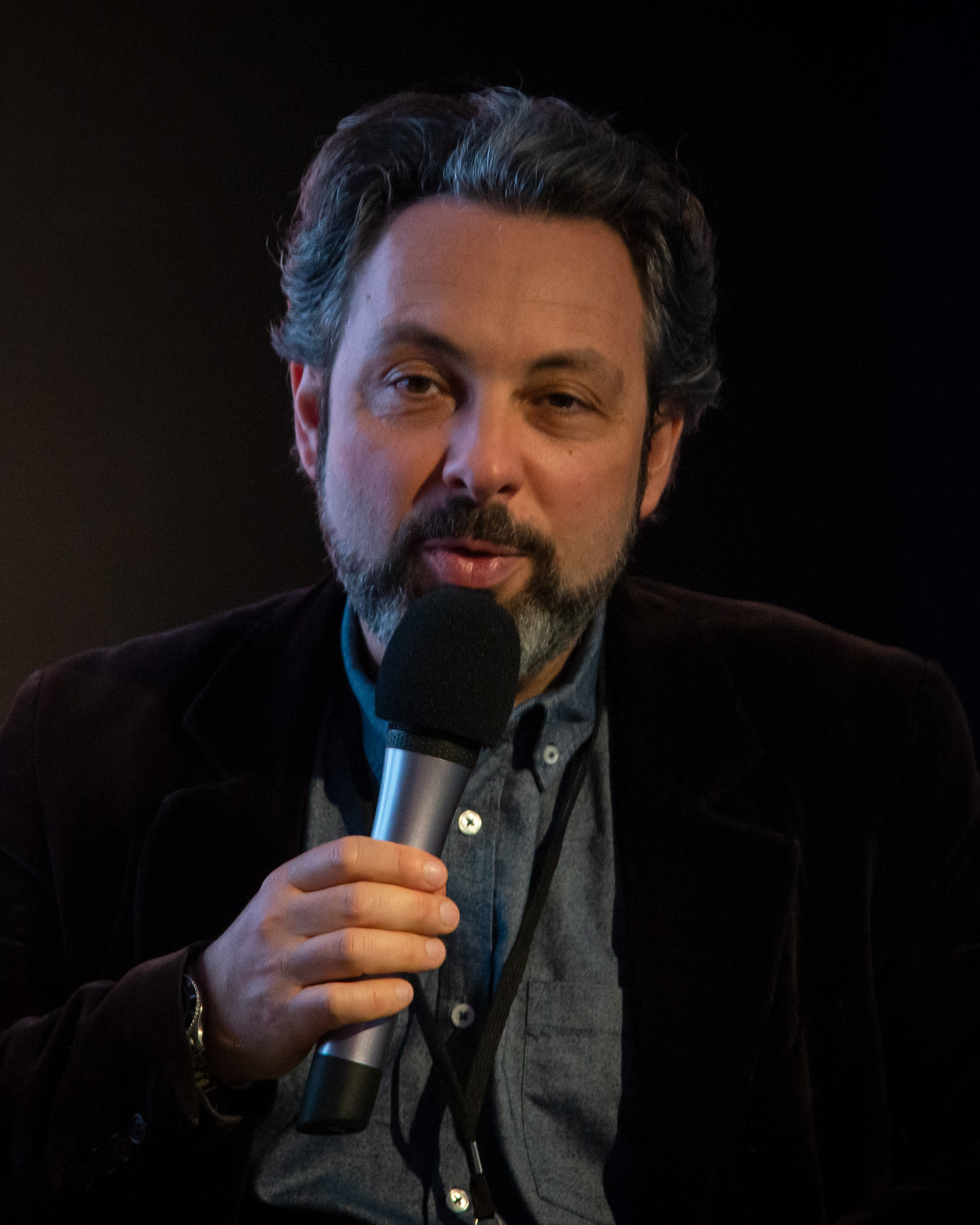
Xavier Dorison
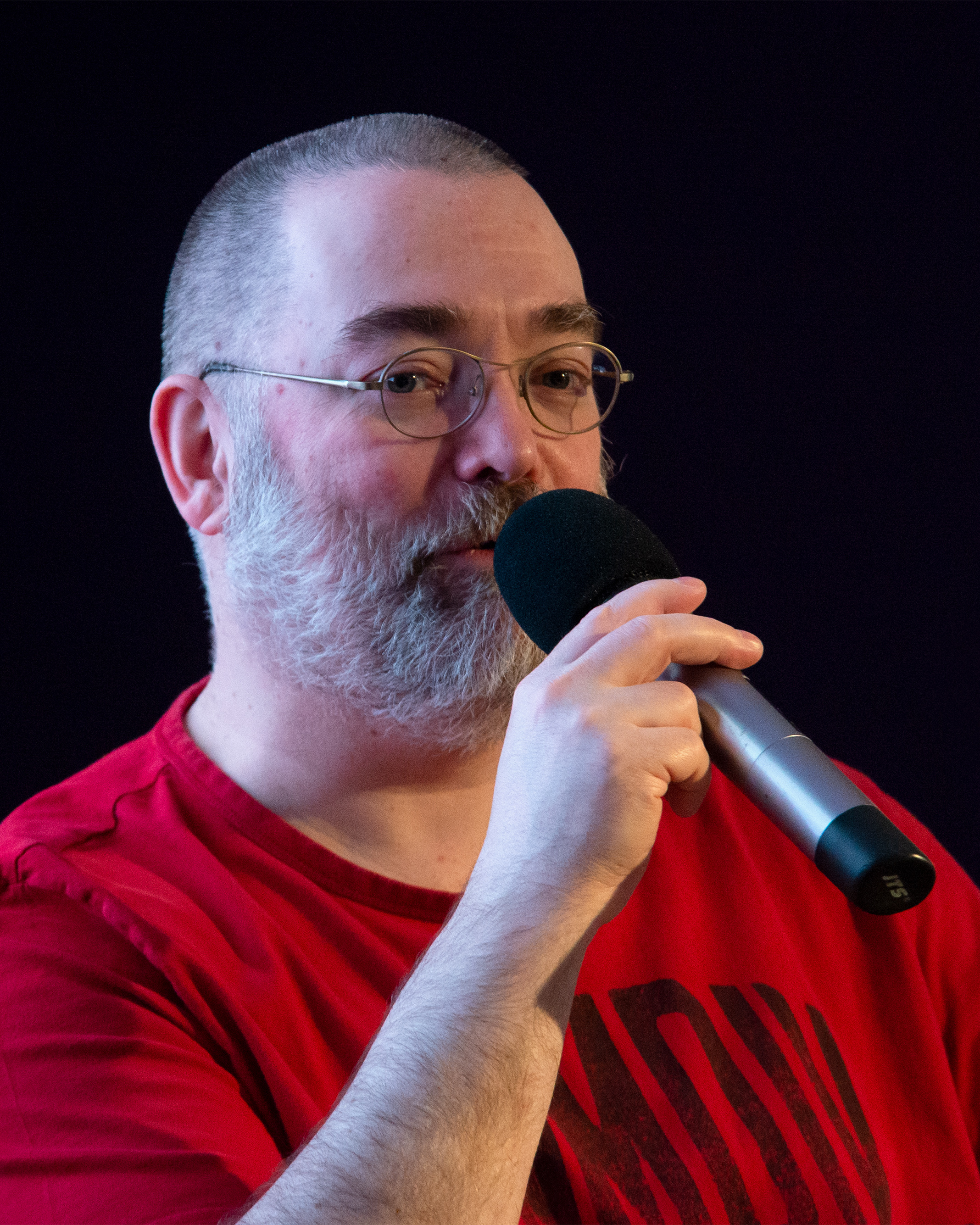
Denis Bajram
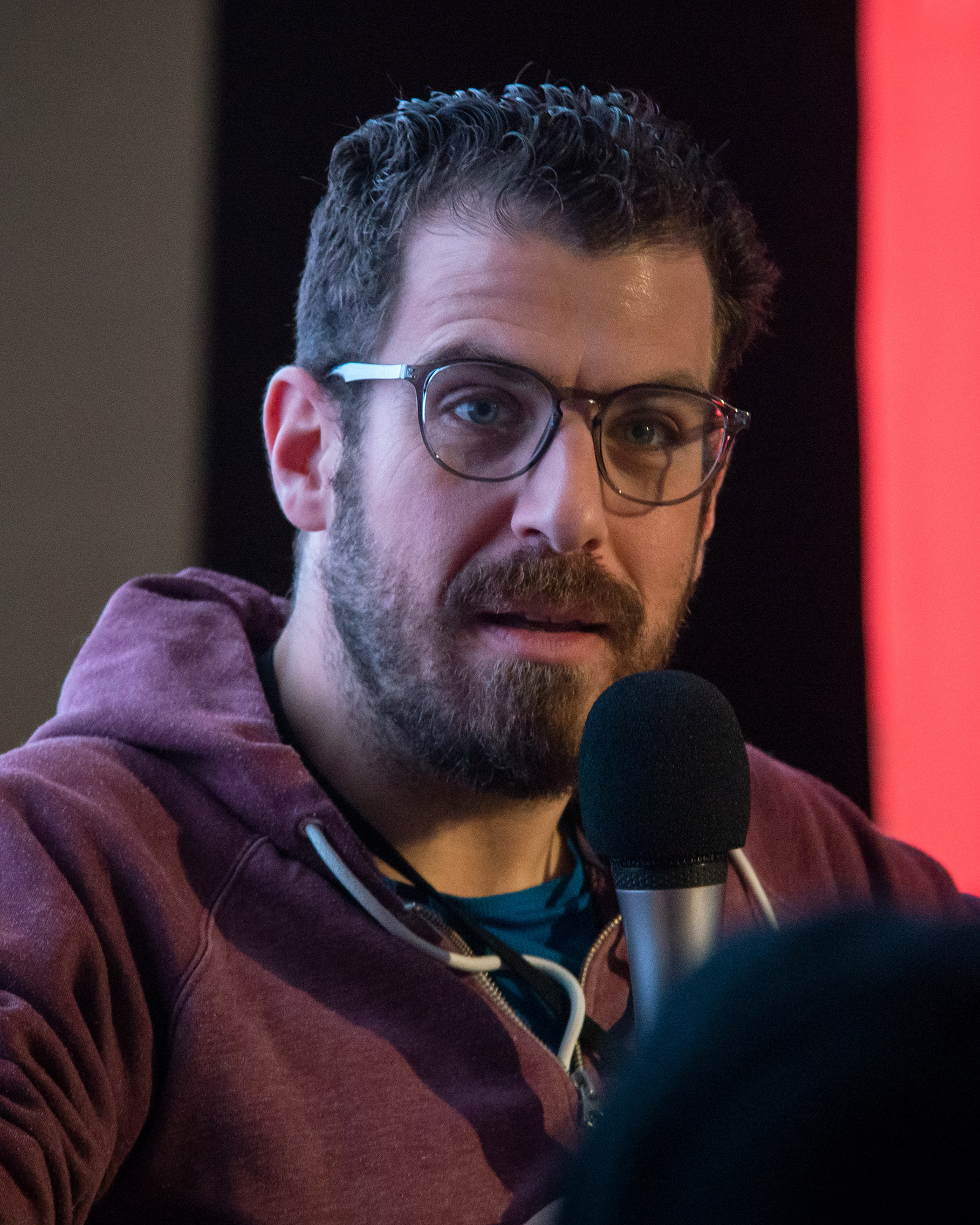
Brice Cossu
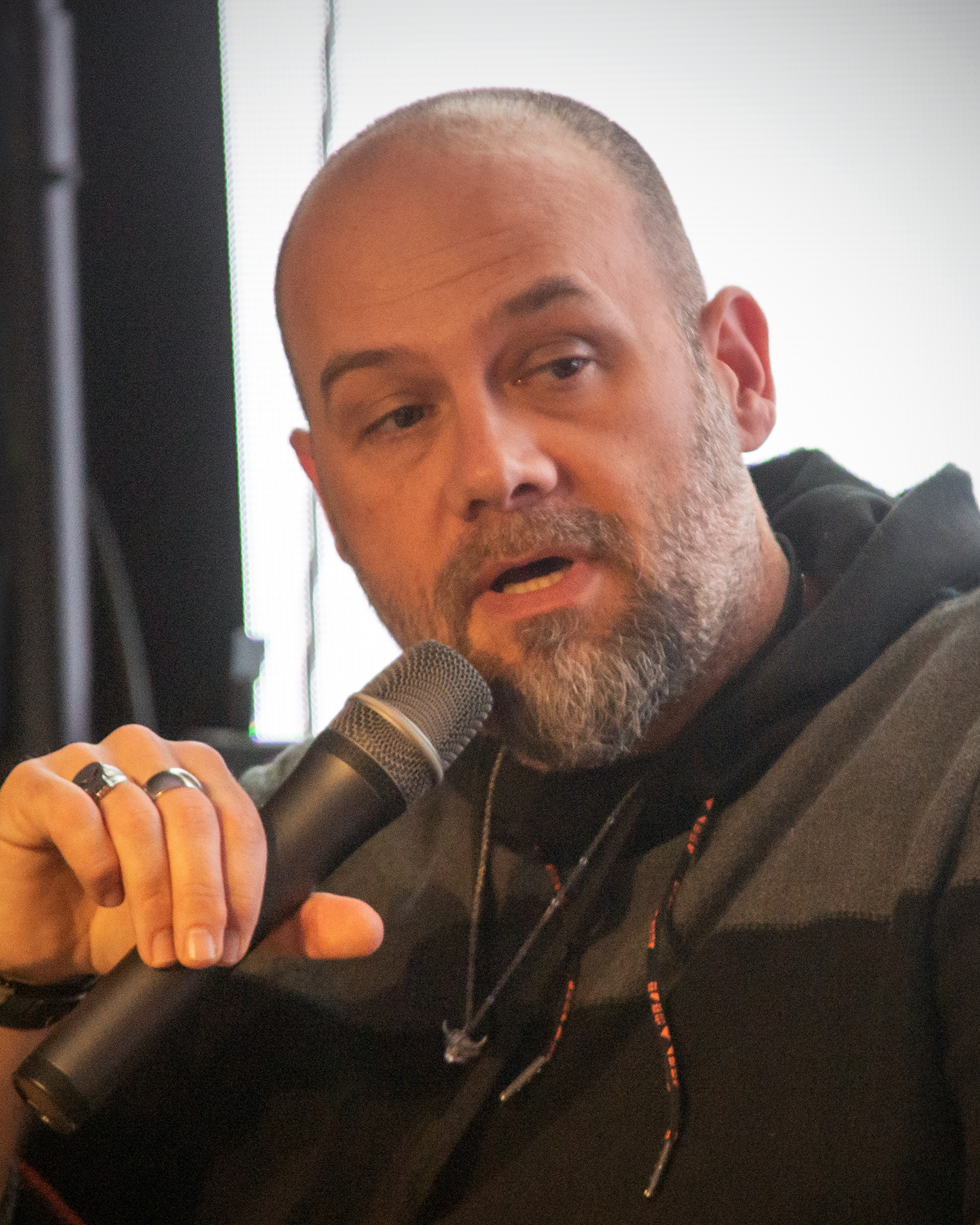
Alexis Sentenac
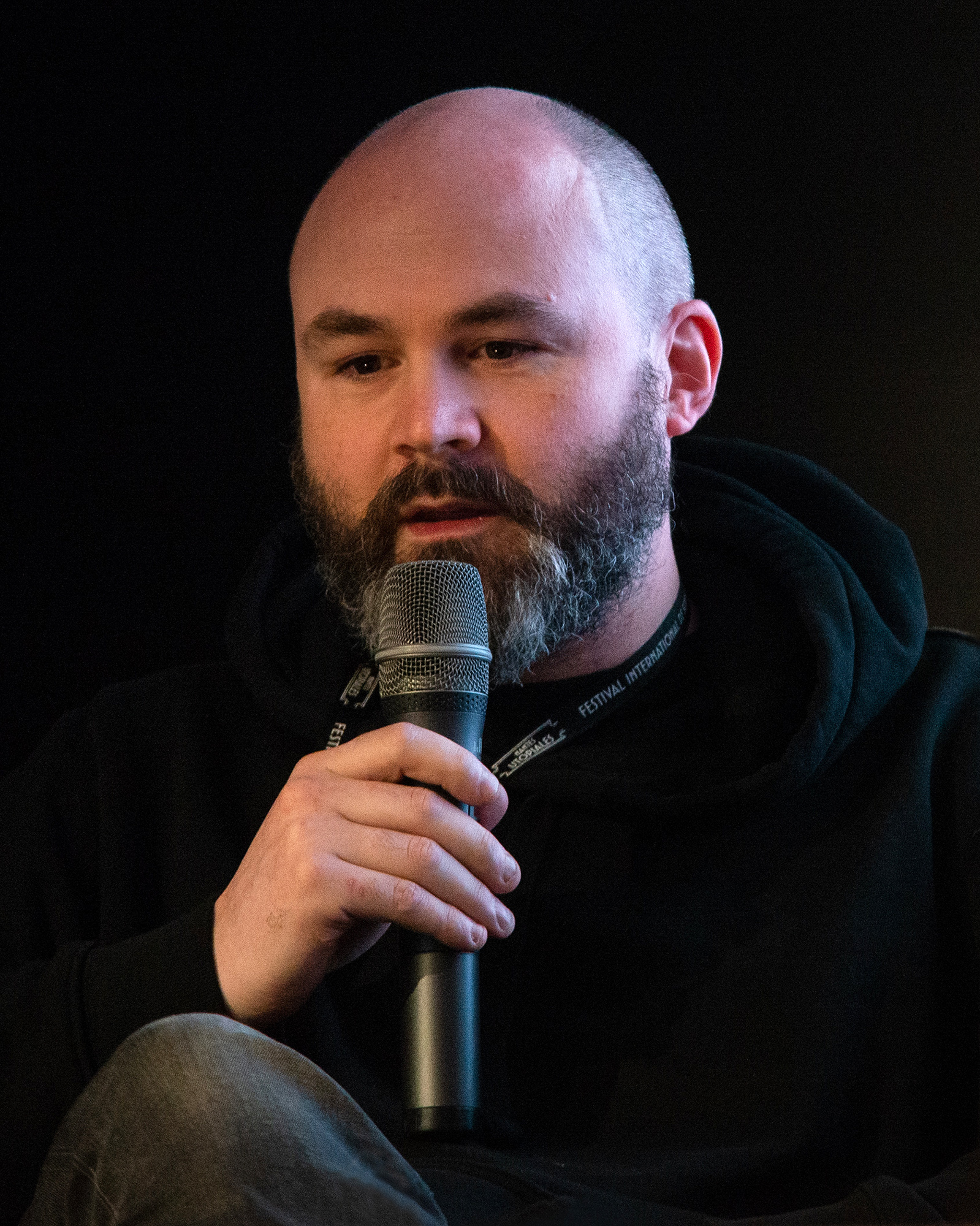
Yoann Guillo
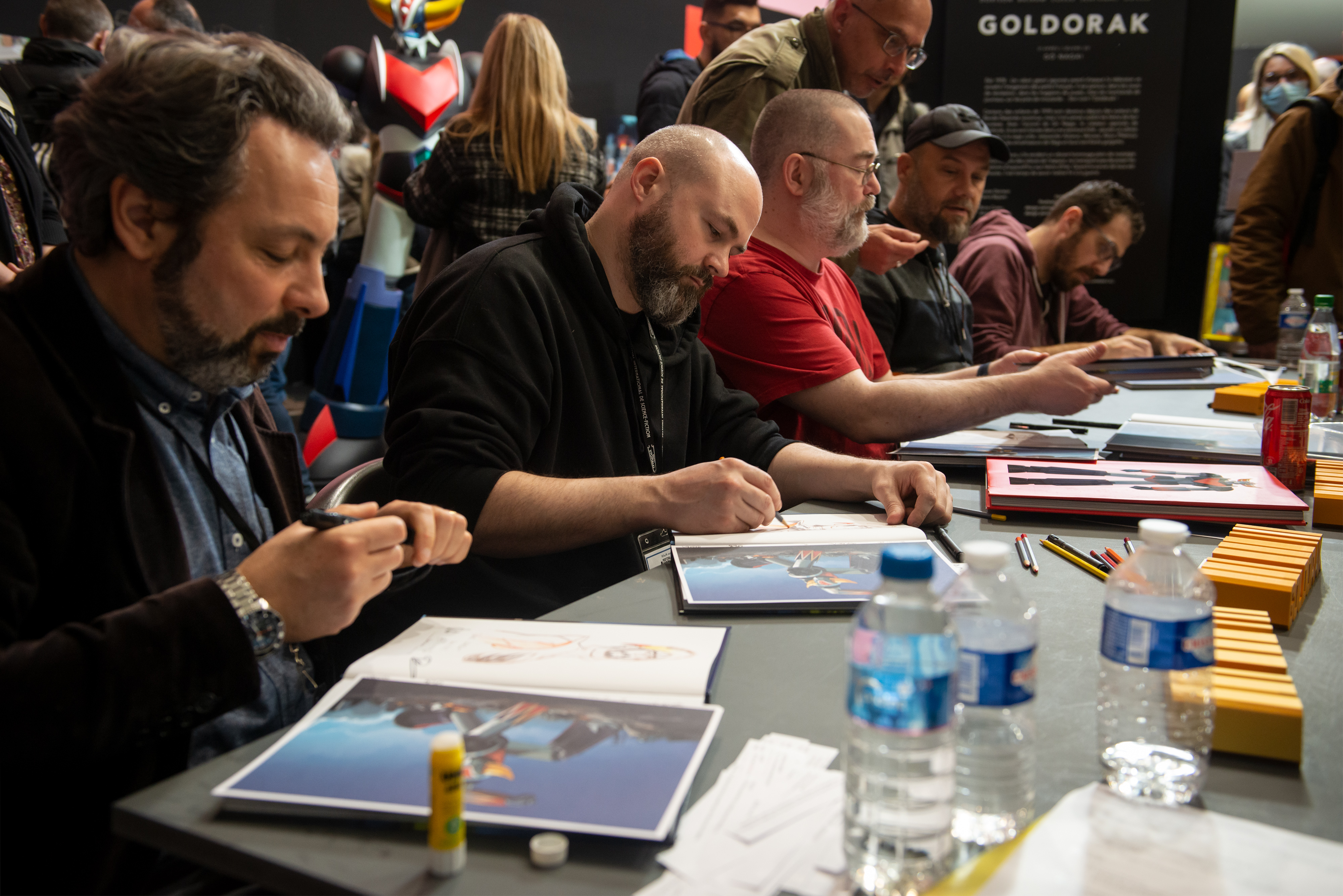
En dédicace sur le stand de l'éditeur